# LeRoy Homer, Jr.
LeRoy Wilton Homer, Jr. (27 de agosto de 1965 - Pennsylvania, 11 de septiembre de 2001) fue el copiloto del Vuelo 93 de United Airlines, que fue secuestrado como parte de los Atentados del 11 de septiembre de 2001, y estrellado en un campo abierto cerca de Shanksville, Pennsylvania, matando en el acto a los 37 pasajeros y a los siete miembros de la tripulación.

## Biografía
Homer, hijo de una alemana occidental y un soldado estadounidense afroamericano que se encontraba en Alemania Occidental, creció en Long Island en Nueva York. De niño, tenía una gran afición a los aviones, coleccionaba modelos de aviones, objetos de recuerdo de la aviación y leía libros sobre aviones. Tenía 15 años cuando comenzó la instrucción de vuelo en un Cessna 152. Realizaba trabajos a tiempo parcial después del colegio para costearse sus lecciones de vuelo, realizó su primer viaje en solitario a los 16 años y obtuvo su certificado de piloto privado en 1983.
Homer se graduó del Ss. Cyril and Methodius School en 1979 y del St. John the Baptist Diocesan High School en 1983. 
Se enroló en la Academia de la Fuerza Aérea de los Estados Unidos como miembro de la clase de 1987. Era miembro del escuadrón de cadetes 31. Se graduó el 27 de mayo de 1987, y fue comisionado como segundo teniente en la Fuerza Aérea de los Estados Unidos.

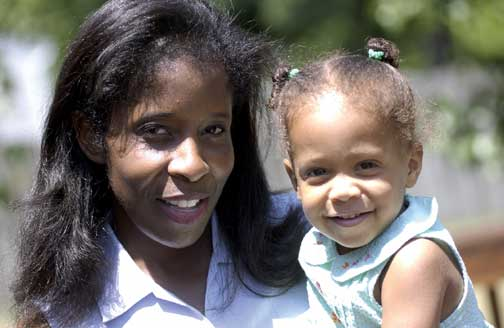
Melodie y Laurel Homer en 2002.

Después de completar su entrenamiento en la Fuerza Aérea de los Estados Unidos en 1988, fue asignado a la Base Aérea McGuire en Nueva Jersey, volando un Lockheed C-141 Starlifter. Mientras seguía en servicio activo, participó en la Guerra del Golfo y después apoyó operaciones en Somalia. Recibió varias comendaciones, premios y medallas durante su carrera militar. En 1993 fue nombrado instructor del año. Homer alcanzó el rango de capitán antes de su despedida honorable del servicio activo en 1995 y su aceptación de una comisión de la reserva con el fin de continuar su carrera como oficial de la Fuerza Aérea.
Homer continuó su carrera como miembro de la fuerza aérea de los Estados Unidos, inicialmente como piloto instructor de un C-141 con el 356th Airlift Squadron en la Wright-Patterson AFB (Ohio), luego subsecuentemente como oficial de reclutamiento de la academia, reclutando candidatos potenciales para la Academia de las Fuerzas Aéreas y la  Air Force Reserve Officer Training Corps. Durante su tiempo en la Reserva de las Fuerzas Aéreas, alcanzó el rango de comandante.
Continuó su carrera aérea uniéndose a United Airlines en mayo de 1995. Fue asignado como Segundo oficial en el Boeing 727. Luego pasó a ser primer oficial en Boeing 757/Boeing 767 en 1996, donde permaneció hasta el 11 de septiembre de 2001.
Se casó con Melodie el 24 de mayo de 1998, y su primera hija, Laurel, nació a finales de noviembre de 2000. Residían en Marlton (Nueva Jersey).

## Atentados del 11 de septiembre de 2001

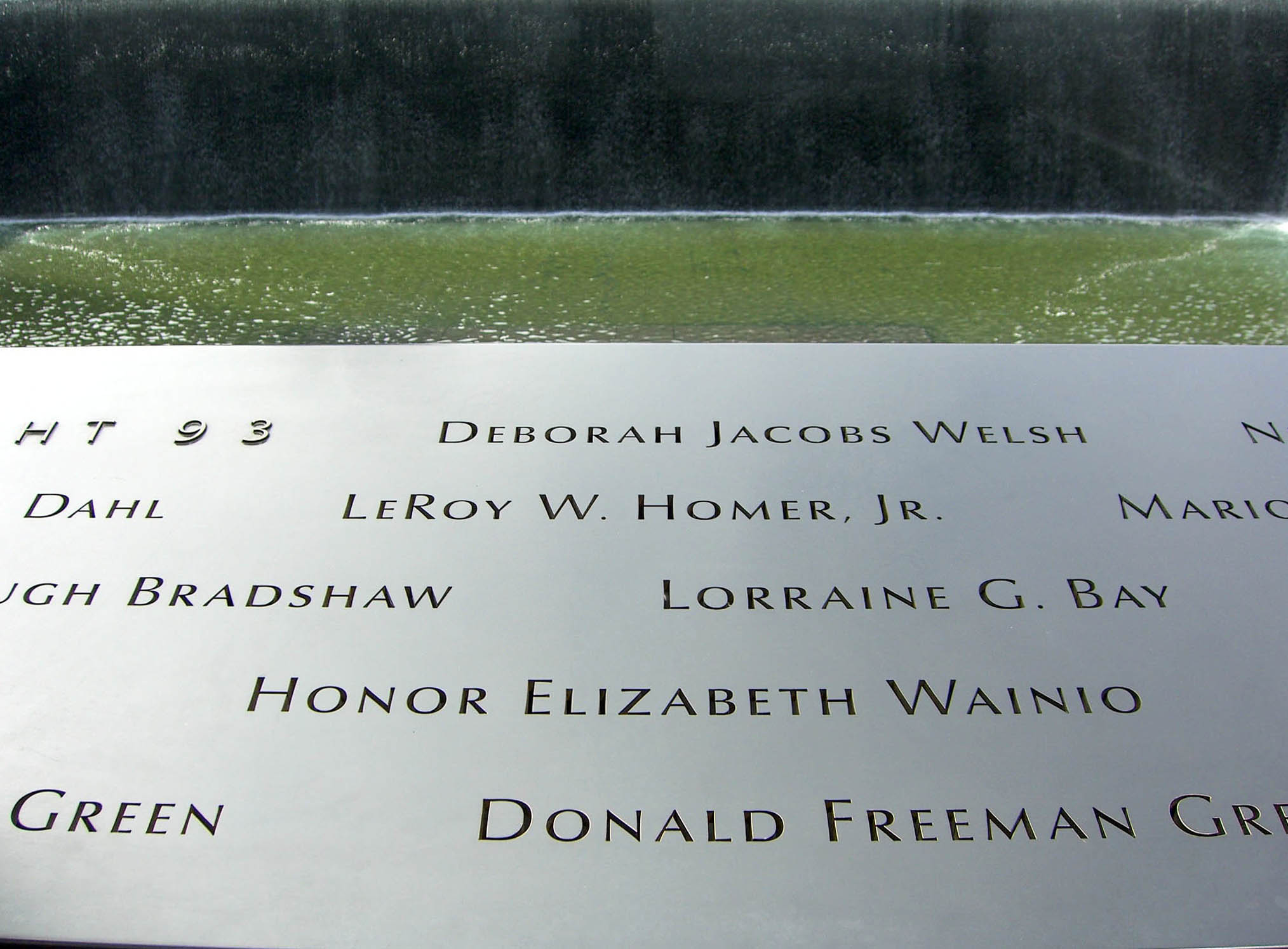
El nombre de Homer se encuentra localizado en el panel S-67 del National September 11 Memorial & Museum.

El 11 de septiembre de 2001, Homer estaba volando con el capitán Jason M. Dahl en el Vuelo 93 de United Airlines desde Newark, Nueva Jersey a San Francisco. El avión fue secuestrado por cuatro terroristas de Al-Qaeda como parte de los atentados del 11-S. Fue apuñalado y expulsado de la cabina, mientras que el piloto Jason Dahl permaneció en la cabina hasta que su voz dejó de oírse a través de la grabadora de voz de la cabina. Mientras forcejeaba para hacerse con el control del avión después de que los secuestradores hubieran entrado en la cabina, Homer se dirigió al personal de tierra por radio dos veces, gritando:¡Mayday!, ¡mayday!, ¡mayday!, ¡fuera de aquí!. 
Después de haber conocido los atentados contra el World Trade Center y El Pentágono, la tripulación y los pasajeros trataron de frustrar el secuestro y reclamar el avión. Durante esos momentos, los secuestradores no pudieron desactivar el piloto automático. Dándose cuenta de que necesitaban ayuda, se les oyó decir traer de vuelta al piloto. Sin embargo, debido al levantamiento de la tripulación y de los pasajeros, los secuestradores decidieron cambiar su objetivo inicial, que era estrellar el avión contra el Capitolio, para acabar estrellándolo en un campo abierto de Pennsylvania.
Homer recibió varios premios y homenajes póstumos, siendo declarado miembro honorario de los Aviadores de Tuskegee y del Congreso de Igualdad Racial del Doctor Martin Luther King, entre otros.
Fue sobrevivido por su esposa Melodie y su hija Laurel, además de por su madre, siete hermanas, un hermano y otra familia.
En el National September 11 Memorial & Museum, el nombre de Homer se encuentra en la piscina sur, en el panel S-67, junto con el de los demás miembros de la tripulación y pasajeros del vuelo 93.

## En cultura popular
- La telefilme The Flight That Fought Back (2005) retrata el levantamiento de pasajeros dentro del vuelo 93 de United Airlines secuestrado, con el actor Keith Bossier interpretando a LeRoy Homer Jr.
- Ha sido interpretado por el actor Gary Commock en United 93 y el actor británico Biski Gugush en Flight 93.